# Wahlkreis Brixen (Camera dei deputati)
Der Wahlkreis Brixen war von 1993 bis 2005 und ist seit 2017 wieder ein Wahlkreis (italienisch collegio elettorale) für die Wahl der italienischen Abgeordnetenkammer.

## Von 1993 bis 2005

### Wahlkreisgebiet
| Wahlkreise – Camera dei deputati – Trentino-Südtirol | Wahlkreise – Camera dei deputati – Trentino-Südtirol | Wahlkreise – Camera dei deputati – Trentino-Südtirol                                                 |
| Provinz                                              | Provinz                                              | Gemeinden nach Provinzen ⮞ Wahlkreis                                                                 |
| ---------------------------------------------------- | ---------------------------------------------------- | --- |
|                                                      | Südtirol (116 Gemeinden)                             | 2 ⮞ Wahlkreis Bozen 39 ⮞ Wahlkreis Brixen 36 ⮞ Wahlkreis Eppan 39 ⮞ Wahlkreis Meran                  |
|                                                      | Trentino (223 Gemeinden)                             | 10 ⮞ Wahlkreis Trient 32 ⮞ Wahlkreis Rovereto 105 ⮞ Wahlkreis Lavis 76 ⮞ Wahlkreis Pergine Valsugana |

Der Wahlkreis umfasste 39 Gemeinden: Ahrntal (Valle Aurina), Brenner (Brennero), Brixen (Bressanone), Bruneck (Brunico), Feldthurns (Velturno), Franzensfeste (Fortezza), Freienfeld (Campo di Trens), Gais (Gais), Gsies (Valle di Casies), Innichen (San Candido), Kiens (Chienes), Klausen (Chiusa), Lajen (Laion), Lüsen (Luson), Mühlbach (Rio di Pusteria), Mühlwald (Selva dei Molini), Natz-Schabs (Naz-Sciaves), Niederdorf (Villabassa), Olang (Valdaora), Percha (Perca), Pfalzen (Falzes), Pfitsch (Val di Vizze), Prags (Braies), Prettau (Predoi), Racines (Racines), Rasen-Antholz (Rasun Anterselva), Rodeneck (Rodengo), Sand in Taufers (Campo Tures), Sexten (Sesto), St. Lorenzen (San Lorenzo di Sebato), Sterzing (Vipiteno), Terenten (Terento), Toblach (Dobbiaco), Vahrn (Varna), Villanders (Villandro), Villnöß (Funes), Vintl (Vandoies), Waidbruck (Ponte Gardena) und Welsberg-Taisten (Monguelfo-Tesido).

### Wahlergebnisse

#### Parlamentswahl 1994

##### Direktstimmen
| Kandidaten               | Kandidaten              | Parteien                     | Stimmen | %    |
| ------------------------ | ----------------------- | ---------------------------- | ------- | ---- |
|                          | Hans Widmanngewählt     | Südtiroler Volkspartei       | 63.886  | 83,2 |
|                          | Marco Bolzonello        | Alleanza Nazionale           | 5.834   | 7,6  |
|                          | Alois Niederwolfsgruber | Autonomia Democratica        | 5.309   | 6,9  |
|                          | Markus Dietl            | Partito della Legge Naturale | 1.773   | 2,3  |
| Gesamt                   | Gesamt                  | Gesamt                       | 76.802  | 100  |
|                          |                         |                              |         |      |
| Ungültige Stimmen        | Ungültige Stimmen       | Ungültige Stimmen            | 8.908   | 10,4 |
| Wähler                   | Wähler                  | Wähler                       | 85.710  | 91,8 |
| Wahlberechtigte          | Wahlberechtigte         | Wahlberechtigte              | 93.373  |      |
|                          |                         |                              |         |      |
| Quelle: Innenministerium |                         |                              |         |      |

##### Listenstimmen
| Parteien                             | Parteien                     | Parteien                     | Stimmen | %    |
| ------------------------------------ | ---------------------------- | ---------------------------- | ------- | ---- |
|                                      | Südtiroler Volkspartei       | Südtiroler Volkspartei       | 63.620  | 79,8 |
|                                      | Progressisti                 | Federazione dei Verdi        | 3.197   | 4,0  |
| Partito Democratico della Sinistra   | Progressisti                 | 1.056                        | 1,3     |      |
| Partito della Rifondazione Comunista | Progressisti                 | 322                          | 0,4     |      |
| La Rete                              | Progressisti                 | 217                          | 0,3     |      |
| Partito Socialista Italiano          | Progressisti                 | 173                          | 0,2     |      |
| ↳ Gesamt                             | Progressisti                 | 4.965                        | 6,2     |      |
|                                      | Polo delle Libertà           | Forza Italia                 | 3.595   | 4,5  |
| Lega Nord                            | Polo delle Libertà           | 1.300                        | 1,6     |      |
| ↳ Gesamt                             | Polo delle Libertà           | 4.895                        | 6,1     |      |
|                                      | Alleanza Nazionale           | Alleanza Nazionale           | 3.175   | 4,0  |
|                                      | Autonomia Democratica        | Autonomia Democratica        | 1.371   | 1,7  |
|                                      | Patto per l’Italia           | Partito Popolare Italiano    | 1.047   | 1,3  |
|                                      | Partito della Legge Naturale | Partito della Legge Naturale | 641     | 0,8  |
| Gesamt                               | Gesamt                       | Gesamt                       | 79.714  | 100  |
|                                      |                              |                              |         |      |
| Ungültige Stimmen                    | Ungültige Stimmen            | Ungültige Stimmen            | 5.996   | 7,0  |
| Wähler                               | Wähler                       | Wähler                       | 85.710  | 91,8 |
| Wahlberechtigte                      | Wahlberechtigte              | Wahlberechtigte              | 93.373  |      |
|                                      |                              |                              |         |      |
| Quelle: Innenministerium             |                              |                              |         |      |

#### Parlamentswahl 1996

##### Direktstimmen
| Kandidaten               | Kandidaten          | Parteien                     | Stimmen | %    |
| ------------------------ | ------------------- | ---------------------------- | ------- | ---- |
|                          | Hans Widmanngewählt | Südtiroler Volkspartei       | 58.632  | 75,4 |
|                          | Luca Pigaiani       | Polo per le Libertà          | 6.182   | 7,9  |
|                          | Herbert Campidell   | Union für Südtirol           | 6.178   | 7,9  |
|                          | Verena Debiasi      | L’Ulivo                      | 5.950   | 7,6  |
|                          | Walter Gruber       | Partito della Legge Naturale | 853     | 1,1  |
| Gesamt                   | Gesamt              | Gesamt                       | 77.795  | 100  |
|                          |                     |                              |         |      |
| Ungültige Stimmen        | Ungültige Stimmen   | Ungültige Stimmen            | 6.718   | 7,9  |
| Wähler                   | Wähler              | Wähler                       | 84.513  | 88,4 |
| Wahlberechtigte          | Wahlberechtigte     | Wahlberechtigte              | 95.549  |      |
|                          |                     |                              |         |      |
| Quelle: Innenministerium |                     |                              |         |      |

##### Listenstimmen
| Parteien                           | Parteien                             | Parteien                                          | Stimmen | %    |
| ---------------------------------- | ------------------------------------ | ------------------------------------------------- | ------- | ---- |
|                                    | L’Ulivo – SVP                        | Popolari per Prodi (PPI – SVP – PRI – UD – Prodi) | 21.527  | 35,2 |
| Rinnovamento Italiano              | L’Ulivo – SVP                        | 6.033                                             | 9,9     |      |
| Federazione dei Verdi              | L’Ulivo – SVP                        | 3.169                                             | 5,2     |      |
| Partito Democratico della Sinistra | L’Ulivo – SVP                        | 1.407                                             | 2,3     |      |
| ↳ Gesamt                           | L’Ulivo – SVP                        | 32.136                                            | 52,5    |      |
|                                    | Union für Südtirol                   | Union für Südtirol                                | 17.344  | 28,3 |
|                                    | Polo per le Libertà                  | Alleanza Nazionale                                | 3.628   | 5,9  |
| Forza Italia                       | Polo per le Libertà                  | 3.216                                             | 5,3     |      |
| CCD – CDU                          | Polo per le Libertà                  | 595                                               | 1,0     |      |
| ↳ Gesamt                           | Polo per le Libertà                  | 7.439                                             | 12,2    |      |
|                                    | Lega Nord                            | Lega Nord                                         | 2.044   | 3,3  |
|                                    | Partito della Legge Naturale         | Partito della Legge Naturale                      | 1.645   | 2,7  |
|                                    | Partito della Rifondazione Comunista | Partito della Rifondazione Comunista              | 603     | 1,0  |
| Gesamt                             | Gesamt                               | Gesamt                                            | 61.211  | 100  |
|                                    |                                      |                                                   |         |      |
| Ungültige Stimmen                  | Ungültige Stimmen                    | Ungültige Stimmen                                 | 23.302  | 27,6 |
| Wähler                             | Wähler                               | Wähler                                            | 84.513  | 88,4 |
| Wahlberechtigte                    | Wahlberechtigte                      | Wahlberechtigte                                   | 95.549  |      |
|                                    |                                      |                                                   |         |      |
| Quelle: Innenministerium           |                                      |                                                   |         |      |

#### Parlamentswahl 2001

##### Direktstimmen
| Kandidaten               | Kandidaten          | Parteien               | Stimmen | %    |
| ------------------------ | ------------------- | ---------------------- | ------- | ---- |
|                          | Hans Widmanngewählt | Südtiroler Volkspartei | 64.868  | 81,6 |
|                          | Paolo De Martin     | L’Ulivo                | 7.783   | 9,8  |
|                          | Silvana Marazzo     | Casa delle Libertà     | 6.863   | 8,6  |
| Gesamt                   | Gesamt              | Gesamt                 | 79.514  | 100  |
|                          |                     |                        |         |      |
| Ungültige Stimmen        | Ungültige Stimmen   | Ungültige Stimmen      | 6.451   | 7,5  |
| Wähler                   | Wähler              | Wähler                 | 85.965  | 85,9 |
| Wahlberechtigte          | Wahlberechtigte     | Wahlberechtigte        | 100.109 |      |
|                          |                     |                        |         |      |
| Quelle: Innenministerium |                     |                        |         |      |

##### Listenstimmen
| Parteien                               | Parteien                             | Parteien                             | Stimmen | %    |
| -------------------------------------- | ------------------------------------ | ------------------------------------ | ------- | ---- |
|                                        | Südtiroler Volkspartei               | Südtiroler Volkspartei               | 63.304  | 79,4 |
|                                        | L’Ulivo                              | Il Girasole (FdV – SDI)              | 3.885   | 4,9  |
| La Margherita (Dem – PPI – RI – Udeur) | L’Ulivo                              | 3.002                                | 3,8     |      |
| Democratici di Sinistra                | L’Ulivo                              | 896                                  | 1,1     |      |
| Partito dei Comunisti Italiani         | L’Ulivo                              | 118                                  | 0,1     |      |
| ↳ Gesamt                               | L’Ulivo                              | 7.901                                | 9,9     |      |
|                                        | Casa delle Libertà                   | Forza Italia                         | 3.157   | 4,0  |
| Alleanza Nazionale                     | Casa delle Libertà                   | 2.890                                | 3,6     |      |
| Lega Nord                              | Casa delle Libertà                   | 415                                  | 0,5     |      |
| CCD – CDU                              | Casa delle Libertà                   | 197                                  | 0,2     |      |
| ↳ Gesamt                               | Casa delle Libertà                   | 6.659                                | 8,3     |      |
|                                        | Lista Di Pietro                      | Lista Di Pietro                      | 831     | 1,0  |
|                                        | Lista Emma Bonino                    | Lista Emma Bonino                    | 508     | 0,6  |
|                                        | Partito della Rifondazione Comunista | Partito della Rifondazione Comunista | 418     | 0,5  |
|                                        | Democrazia Europea                   | Democrazia Europea                   | 111     | 0,1  |
|                                        | Abolizione Scorporo                  | Abolizione Scorporo                  | 18      | 0,0  |
| Gesamt                                 | Gesamt                               | Gesamt                               | 79.750  | 100  |
|                                        |                                      |                                      |         |      |
| Ungültige Stimmen                      | Ungültige Stimmen                    | Ungültige Stimmen                    | 6.215   | 7,2  |
| Wähler                                 | Wähler                               | Wähler                               | 85.965  | 85,9 |
| Wahlberechtigte                        | Wahlberechtigte                      | Wahlberechtigte                      | 100.109 |      |
|                                        |                                      |                                      |         |      |
| Quelle: Innenministerium               |                                      |                                      |         |      |

## Von 2017 bis 2020

### Wahlkreisgebiet
| Wahlkreise – Camera dei deputati – Trentino-Südtirol | Wahlkreise – Camera dei deputati – Trentino-Südtirol | Wahlkreise – Camera dei deputati – Trentino-Südtirol                           |
| Provinz                                              | Provinz                                              | Gemeinden nach Provinzen ⮞ Wahlkreis                                           |
| ---------------------------------------------------- | ---------------------------------------------------- | ------------------------------------------------------------------------------ |
|                                                      | Südtirol (116 Gemeinden)                             | 18 ⮞ Wahlkreis Bozen 54 ⮞ Wahlkreis Brixen 44 ⮞ Wahlkreis Meran                |
|                                                      | Trentino (177 Gemeinden)                             | 69 ⮞ Wahlkreis Trient 50 ⮞ Wahlkreis Rovereto 58 ⮞ Wahlkreis Pergine Valsugana |

Der Wahlkreis umfasste 54 Gemeinden: Abtei (Badia), Ahrntal (Valle Aurina), Barbian (Barbiano), Brenner (Brennero), Brixen (Bressanone), Bruneck (Brunico), Corvara (Corvara in Badia), Deutschnofen (Nova Ponente), Enneberg (Marebbe), Feldthurns (Velturno), Franzensfeste (Fortezza), Freienfeld (Campo di Trens), Gais (Gais), Gsies (Valle di Casies), Innichen (San Candido), Kastelruth (Castelrotto), Kiens (Chienes), Klausen (Chiusa), Lajen (Laion), Lüsen (Luson), Mühlbach (Rio di Pusteria), Mühlwald (Selva dei Molini), Natz-Schabs (Naz-Sciaves), Niederdorf (Villabassa), Olang (Valdaora), Percha (Perca), Pfalzen (Falzes), Pfitsch (Val di Vizze), Prags (Braies), Prettau (Predoi), Rasen-Antholz (Rasun Anterselva), Ratschings (Racines), Ritten (Renon), Rodeneck (Rodengo), Sand in Taufers (Campo Tures), Sexten (Sesto), St. Christina in Gröden (Santa Cristina Valgardena), St. Lorenzen (San Lorenzo di Sebato), St. Martin in Thurn (San Martino in Badia), St. Ulrich in Gröden (Ortisei), Sterzing (Vipiteno), Terenten (Terento), Tiers (Tires), Toblach (Dobbiaco), Vahrn (Varna), Villanders (Villandro), Villnöß (Funes), Vintl (Vandoies), Völs am Schlern (Fiè Allo Sciliar), Waidbruck (Ponte Gardena), Welsberg-Taisten (Monguelfo-Tesido), Welschnofen (Nova Levante), Wengen (La Valle) und Wolkenstein in Gröden (Selva di Val Gardena).

### Wahlergebnisse

#### Parlamentswahl 2018
| Kandidaten               | Kandidaten            | Stimmen | %    | Listen                   | Stimmen | %    |
| ------------------------ | --------------------- | ------- | ---- | ------------------------ | ------- | ---- |
|                          | Renate Gebhardgewählt | 54.665  | 65,0 | SVP – PATT               | 54.665  | 65,0 |
|                          | Cristina Barchetti    | 9.191   | 10,9 | Lega                     | 5.556   | 6,6  |
| Forza Italia             | Cristina Barchetti    | 9.191   | 10,9 | 2.810                    | 3,3     |      |
| Fratelli d’Italia        | Cristina Barchetti    | 9.191   | 10,9 | 651                      | 0,8     |      |
| Noi con l’Italia – UDC   | Cristina Barchetti    | 9.191   | 10,9 | 174                      | 0,2     |      |
|                          | Verena Weinert        | 7.949   | 9,4  | Movimento 5 Stelle       | 7.949   | 9,4  |
|                          | Mario Cappelletti     | 5.770   | 6,9  | Partito Democratico      | 4.724   | 5,6  |
| +Europa                  | Mario Cappelletti     | 5.770   | 6,9  | 585                      | 0,7     |      |
| Italia Europa Insieme    | Mario Cappelletti     | 5.770   | 6,9  | 386                      | 0,5     |      |
| Civica Popolare          | Mario Cappelletti     | 5.770   | 6,9  | 75                       | 0,1     |      |
|                          | Markus Frei           | 4.061   | 4,8  | Liberi e Uguali          | 4.061   | 4,8  |
|                          | Reinhold Harrasser    | 909     | 1,1  | Partito Valore Umano     | 909     | 1,1  |
|                          | Johann Gruber         | 845     | 1,0  | Il Popolo della Famiglia | 845     | 1,0  |
|                          | Michael Sini          | 472     | 0,6  | CasaPound Italia         | 472     | 0,6  |
|                          | Annamaria Lorenzini   | 258     | 0,3  | Potere al Popolo!        | 258     | 0,3  |
| Gesamt                   | Gesamt                | 84.120  | 100  |                          | 84.120  | 100  |
|                          |                       |         |      |                          |         |      |
| Ungültige Stimmen        | Ungültige Stimmen     | 10.748  | 11,3 |                          |         |      |
| Wähler                   | Wähler                | 94.868  | 67,0 |                          |         |      |
| Wahlberechtigte          | Wahlberechtigte       | 141.499 |      |                          |         |      |
|                          |                       |         |      |                          |         |      |
| Quelle: Innenministerium |                       |         |      |                          |         |      |

## Seit 2020

### Wahlkreisgebiet
| Wahlkreise – Camera dei deputati – Trentino-Südtirol | Wahlkreise – Camera dei deputati – Trentino-Südtirol | Wahlkreise – Camera dei deputati – Trentino-Südtirol |
| Provinz                                              | Provinz                                              | Gemeinden nach Provinzen ⮞ Wahlkreis                 |
| ---------------------------------------------------- | ---------------------------------------------------- | ---------------------------------------------------- |
|                                                      | Südtirol (116 Gemeinden)                             | 41 ⮞ Wahlkreis Bozen 75 ⮞ Wahlkreis Brixen           |
|                                                      | Trentino (166 Gemeinden)                             | 81 ⮞ Wahlkreis Trient 85 ⮞ Wahlkreis Rovereto        |

Der Wahlkreis umfasst 75 Gemeinden: Abtei (Badia), Ahrntal (Valle Aurina), Barbian (Barbiano), Brenner (Brennero), Brixen (Bressanone), Bruneck (Brunico), Corvara (Corvara in Badia), Enneberg (Marebbe), Feldthurns (Velturno), Franzensfeste (Fortezza), Freienfeld (Campo di Trens), Gais (Gais), Glurns (Glorenza), Graun im Vinschgau (Curon Venosta), Gsies (Valle di Casies), Innichen (San Candido), Kastelbell-Tschars (Castelbello-Ciardes), Kastelruth (Castelrotto), Kiens (Chienes), Klausen (Chiusa), Kuens (Caines), Laas (Lasa), Lajen (Laion), Latsch (Laces), Lusen (Luson), Mals (Malles Venosta), Martell (Martello), Moos in Passeier (Moso in Passiria), Mühlbach (Rio di Pusteria), Mühlwald (Selva dei Molini), Naturns (Naturno), Natz-Schabs (Naz-Sciaves), Niederdorf (Villabassa), Olang (Valdaora), Partschins (Parcines), Percha (Perca), Pfalzen (Falzes), Pfitsch (Val di Vizze), Plaus (Plaus), Prad am Stilfserjoch (Prato allo Stelvio), Prags (Braies), Prettau (Predoi), Rasen-Antholz (Rasun Anterselva), Ratschings (Racines), Riffian (Rifiano), Ritten (Renon), Rodeneck (Rodengo), Sand in Taufers (Campo Tures), Sarntal (Sarentino), Schlanders (Silandro), Schluderns (Sluderno), Schnals (Senales), Sexten (Sesto), St. Christina in Gröden (Santa Cristina Valgardena), St. Leonhard in Passeier (San Leonardo in Passiria), St. Lorenzen (San Lorenzo di Sebato), St. Martin in Passeier (San Martino in Passiria), St. Martin in Thurn (San Martino in Badia), St. Ulrich in Gröden (Ortisei), Sterzing (Vipiteno), Stilfs (Stelvio), Taufers im Münstertal (Tubre), Terenten (Terento), Tiers (Tires), Tirol (Tirolo), Toblach (Dobbiaco), Vahrn (Varna), Villanders (Villandro), Villnöß (Funes), Vintl (Vandoies),  Völs am Schlern (Fiè allo Sciliar), Waidbruck (Ponte Gardena), Welsberg-Taisten (Monguelfo-Tesido), Wengen (La Valle) und Wolkenstein in Gröden (Selva di Val Gardena).

### Wahlergebnisse

#### Parlamentswahl 2022
| Kandidaten                                              | Kandidaten            | Stimmen | %    | Listen                    | Stimmen | %    |
| ------------------------------------------------------- | --------------------- | ------- | ---- | ------------------------- | ------- | ---- |
|                                                         | Renate Gebhardgewählt | 59.839  | 57,4 | Südtiroler Volkspartei    | 59.839  | 57,4 |
|                                                         | Franz Ploner          | 20.473  | 19,6 | Alleanza Verdi e Sinistra | 8.869   | 8,5  |
| Partito Democratico – Italia Democratica e Progressista | Franz Ploner          | 20.473  | 19,6 | 8.542                     | 8,2     |      |
| +Europa                                                 | Franz Ploner          | 20.473  | 19,6 | 2.338                     | 2,2     |      |
| Impegno Civico – Centro Democratico                     | Franz Ploner          | 20.473  | 19,6 | 724                       | 0,7     |      |
|                                                         | Paola Binetti         | 10.833  | 10,4 | Fratelli d’Italia         | 5.718   | 5,5  |
| Lega per Salvini Premier                                | Paola Binetti         | 10.833  | 10,4 | 3.853                     | 3,7     |      |
| Forza Italia                                            | Paola Binetti         | 10.833  | 10,4 | 1.089                     | 1,0     |      |
| Noi Moderati                                            | Paola Binetti         | 10.833  | 10,4 | 173                       | 0,2     |      |
|                                                         | Francesco Cesari      | 8.260   | 7,9  | Vita                      | 8.260   | 7,9  |
|                                                         | Davide Barbieri       | 2.270   | 2,2  | Movimento 5 Stelle        | 2.270   | 2,2  |
|                                                         | Ennio Chiodi          | 1.345   | 1,3  | Azione – Italia Viva      | 1.345   | 1,3  |
|                                                         | Ilaria Battistetti    | 566     | 0,5  | Italexit per l’Italia     | 566     | 0,5  |
|                                                         | Maria Cristiano       | 356     | 0,3  | Italia Sovrana e Popolare | 356     | 0,3  |
|                                                         | Elisabetta Starita    | 286     | 0,3  | Unione Popolare           | 286     | 0,3  |
| Gesamt                                                  | Gesamt                | 104.228 | 100  |                           | 104.228 | 100  |
|                                                         |                       |         |      |                           |         |      |
| Ungültige Stimmen                                       | Ungültige Stimmen     | 9.602   | 8,4  |                           |         |      |
| Wähler                                                  | Wähler                | 113.830 | 59,6 |                           |         |      |
| Wahlberechtigte                                         | Wahlberechtigte       | 190.968 |      |                           |         |      |
|                                                         |                       |         |      |                           |         |      |
| Quelle: Innenministerium                                |                       |         |      |                           |         |      |